# Austroraptor
Az Austroraptor (nevének jelentése 'déli tolvaj') a dromaeosaurida dinoszauruszok egyik neme, amely a késő kréta korban, mintegy 70 millió évvel ezelőtt élt a mai Argentína területén. A nem típusfajáról az Austroraptor cabazairól a Museo Argentino de Ciencias Naturales őslénykutatója, Fernando Novas készített leírást 2008-ban. A fosszíliát az argentínai Río Negro tartomány egyik lelőhelyén fedezték fel. A fajt a példány tanulmányozására szolgáló egyik intézmény, a Museo Municipal de Lamarque alapítója, Alberto Cabaza tiszteletére nevezték el.

## Anatómia
A dromaeosauridák között nagynak számító Austroraptor cabazai körülbelül 6 méter hosszú és 300 kilogramm tömegű lehetett. Ez a déli félgömbön talált legnagyobb dromaeosaurida. Bár a taxon tagjairól ismert, hogy rövid mellső lábakkal rendelkeztek, ennek az állatnak a család többi tagjánál aránylag rövidebb karjai voltak. A mellső lábak viszonylagos hossza miatt az Austroraptor hasonlít a jóval ismertebb és szintén rövid karú Tyrannosaurusra.
A típuspéldány, az MML-195 katalógusszámú lelet egy töredékes csontváz, amihez a koponya darabjai, a nyakhoz és a törzshöz tartozó csigolyák, néhány borda, egy felkarcsont és a lábak egyes csontjai tartoznak. A maradványok az argentin Allen-formáció késő kréta kori, campaniai–maastrichti korszakbeli, mintegy 70 millió évvel ezelőtt keletkezett üledékeiből kerültek elő. Bár a teljes csontváznak csak kis részét találták meg, az elemzésre szolgáló csontok olyan egyedi jellemzőkkel rendelkeznek, amelyek megkülönböztetik az Austroraptort a többi dromaeosauridától. Az A. cabazai 80 centiméter hosszú koponyája sokkal alacsonyabb és hosszabb, mint a csoport többi tagjáé. A koponya több csontja valamelyest a kisebb troodontida deinonychosaurusok csontjaira emlékeztet. A mellső lábak egy dromaeosauridához képest rövidek, a felkarcsont hossza kevesebb, mint a combcsont fele. Az Austroraptor fogai kúposak és recézetlenek, Novas és szerzőtársai szerint a spinosauridákéra hasonlítanak.

## Törzsfejlődés
A példány anatómiai jellemzőinek kladisztikus elemzése alapján az Austroraptor a Dromaeosauridae család Unenlagiinae alcsaládjának tagja. E jellemzők közé tartozik a példány csigolya elemeinek geometriája és kialakítása is. Megállapították, hogy az Austroraptor az unenlagiina Buitreraptor közeli rokona volt.

## Fordítás
- Ez a szócikk részben vagy egészben az Austroraptor című angol Wikipédia-szócikk ezen változatának fordításán alapul.  Az eredeti cikk szerkesztőit annak laptörténete sorolja fel. Ez a jelzés csupán a megfogalmazás eredetét és a szerzői jogokat jelzi, nem szolgál a cikkben szereplő információk forrásmegjelöléseként.